# Bagan
Bagan este spiritul protector al vitelor în mitologia slavă. Acesta are în grijă sănătatea și fertilitatea animalelor din gospodărie, cărora le poate lua laptele sau să le facă sterpe dacă se înfurie. Înfățișarea sa nu este descrisă nicăieri, dar este probabil o ființă zoomorfă, de vreme ce credințele populare susțin că s-ar hrăni cu paie.
Bielorușii păstrează până în prezent obiceiul de a umple în grajd o iesle cu paie anume pentru hrana baganului. Aceste paie sunt folosite și drept leac pentru animelele bolnave.